# Lophuromys angolensis
Lophuromys angolensis là một loài động vật có vú trong họ Chuột, bộ Gặm nhấm. Loài này được W. Verheyen, Dierckx, & Hulselmans mô tả năm 2000.